# Weierbach (Idar-Oberstein)
Weierbach ist ein Stadtteil der Stadt Idar-Oberstein im Landkreis Birkenfeld in Rheinland-Pfalz.

## Geographie und Verkehrsanbindung
Weierbach liegt östlich der Kernstadt Idar-Oberstein. Am westlichen Ortsrand fließt die Nahe, etwas weiter westlich verläuft die B 41. Der Stadtteil verfügt über den Bahnhof Fischbach-Weierbach. Im Globus-Gewerbegebiet befindet sich das Kaufhaus der namensgebenden Handelskette mit mehreren kleineren Läden. Die Kindertagesstätte Weierbach befindet sich in städtischer Trägerschaft. Im Schulzentrum Auf der Bein ist das Göttenbachgymnasium untergebracht, eine Grundschule und Förderschulen mit den Schwerpunkten Lernen und Sprache. Am Rande des Ortes liegt das Industriegebiet Dickesbacher Straße. Die Feuerwache 4 der Freiwilligen Feuerwehr Idar-Oberstein steht im Ortskern neben der Mehrzweckhalle Hessensteinhalle, daneben liegt auch die Begegnungsstätte der AWO.

## Geschichte

Wappen Amt Weierbach

Weierbach hieß ursprünglich „Martin-Weierbach“ und lag gegenüber der Ortschaft Georg-Weierbach. Im Laufe der Jahre verschwand der Zusatz aus dem Ortsnamen. Durch die noch bis ins 20. Jahrhundert verschiedene Landeszugehörigkeit – (Martin-)Weierbach gehörte zum Fürstentum Lichtenberg, Georg-Weierbach zum Fürstentum Birkenfeld – war eine Unterscheidung der Gemeinden auch anders möglich.
Weierbach war Sitz des Amtes Weierbach und der späteren Verbandsgemeinde Weierbach.
Im Rahmen der rheinland-pfälzischen Funktional- und Gebietsreform wurde Weierbach zusammen mit vier weiteren Gemeinden am 7. November 1970 in die Stadt Idar-Oberstein eingemeindet.

## Baudenkmale
- Jüdischer Friedhof (Weierbach)
- ehemalige Amtsbürgermeisterei

Siehe auch Liste der Kulturdenkmäler in Idar-Oberstein

## Bauobjekte
- Globus-Gewerbegebiet
- Hessensteinhalle (Mehrzweckhalle)
- Schulzentrum Auf der Bein
- Kindertagesstätte Weierbach
- Regionalbahnhof Fischbach-Weierbach

## Vereine
- AWO-Ortsverein Weierbach
- Kegel-Sport-Verein Idar-Oberstein/Weierbach
- Musikverein Weierbach
- Sterbekasse Weierbach VaG
- TV Mach mit Weierbach
- Verschönerungsverein Weierbach
- Verein der Hundefreunde Fischbach-Weierbach e. V.
- VfL 1892 Weierbach e. V.
- Volleyball-Club Weierbach
- Volkssportverein Wanderfreunde 1972 Weierbach e. V.

## Persönlichkeiten
- Juliana Blasius (auch: Bläsius; Julchen; frz. Julie Blaesius) (* 1781 in Weierbach; † 1851 ebenda), die letzte Räuberbraut des als Schinderhannes bekannt gewordenen Johannes Bückler
- Alfred Merz; Heimatforscher, Ehrenbürger der Gemeinde Weierbach († 1978 ebenda)
- Axel Redmer (1951), Jurist, Politiker (SPD), Schriftsteller und Träger des Bundesverdienstkreuzes